# Arai Kozo
Arai Kozo (sinh ngày 24 tháng 10 năm 1950) là một cầu thủ bóng đá người Nhật Bản.

## Đội tuyển bóng đá quốc gia Nhật Bản
Arai Kozo thi đấu cho đội tuyển bóng đá quốc gia Nhật Bản từ năm 1970 đến 1977.

## Thống kê sự nghiệp
| Đội tuyển bóng đá Nhật Bản | Đội tuyển bóng đá Nhật Bản | Đội tuyển bóng đá Nhật Bản |
| Năm                        | Trận                       | Bàn                        |
| -------------------------- | -------------------------- | -------------------------- |
| 1970                       | 6                          | 0                          |
| 1971                       | 4                          | 0                          |
| 1972                       | 8                          | 2                          |
| 1973                       | 5                          | 0                          |
| 1974                       | 5                          | 1                          |
| 1975                       | 3                          | 1                          |
| 1976                       | 15                         | 0                          |
| 1977                       | 1                          | 0                          |
| Tổng cộng                  | 47                         | 4                          |